# Campeonato Asiático de Atletismo de 2007
A 17ª edição do Campeonato Asiático de Atletismo foi o evento esportivo organizado pela Associação Asiática de Atletismo (AAA) no Estádio Internacional de Amã, na cidade de Amã na Jordânia entre 25 a 29 de julho de 2007  Contou com a presença de 34 nacionalidades com um total de 44 provas.

## Medalhistas

### Masculino
| Evento                  | Ouro                                                                                                | Ouro       | Prata                                                                                          | Prata      | Bronze                                                                 | Bronze     |
| ----------------------- | --------------------------------------------------------------------------------------------------- | ---------- | ---------------------------------------------------------------------------------------------- | ---------- | ---------------------------------------------------------------------- | ---------- |
| 100 metros              | Samuel Francis · Catar                                                                              | 9.99       | Masahide Ueno · Japão                                                                          | 10.26      | Ibrahim Abdulla Al-Waleed · Catar                                      | 10.30      |
| 200 metros              | Kenji Fujimitsu · Japão                                                                             | 20.85      | Ibrahim Abdulla Al-Waleed · Catar                                                              | 20.98      | Khalil Al-Hanahneh · Jordânia                                          | 21.03      |
| 400 metros              | Prasanna Sampath Amarasekara · Sri Lanka                                                            | 46.71      | Reza Bouazar Irão                                                                              | 46.90      | Mohammad Akefian Irão                                                  | 46.93      |
| 800 metros              | Mohammed Obeid Al-Salhi · Arábia Saudita                                                            | 1:51.73    | Sajjad Moradi Irão                                                                             | 1:52.22    | Abubaker Ali Kamal · Catar                                             | 1:52.22    |
| 1 500 metros            | Mohammed Othman Shaween · Arábia Saudita                                                            | 3:46.85    | Sajjad Moradi Irão                                                                             | 3:47.01    | Abubaker Ali Kamal · Catar                                             | 3:47.22    |
| 5 000 metros            | Felix Kikwai Kibore · Catar                                                                         | 14:07.12   | Abdullah Ahmad Hassan · Catar                                                                  | 14:08.66   | Abedeen Isa Ishaq · Bahrein                                            | 14:18.47   |
| 10 000 metros           | Abdullah Ahmad Hassan · Catar                                                                       | 29:45.95   | Sedam Ali Dawoud · Catar                                                                       | 29:58.33   | Hassan Mahboob Ali · Bahrein                                           | 30:05.12   |
| 110 metros barreiras    | Tasuku Tanonaka · Japão                                                                             | 13.51      | Mohamed Issa Al-Thawadi · Catar                                                                | 13.55      | Wu Youjia · China                                                      | 13.68      |
| 400 metros barreiras    | Yevgeniy Meleshenko · Cazaquistão                                                                   | 50.01      | Yosuke Tsushima · Japão                                                                        | 50.14      | Joseph Abraham · Índia                                                 | 50.28      |
| 3 000 metros obstáculos | Ali Ahmed Al-Amri · Arábia Saudita                                                                  | 8:40.25    | Zakrya Ali Kamil · Catar                                                                       | 8:40.49    | Mustafa Ahmed Shebto · Catar                                           | 8:47.99    |
| 4×100 metros estafetas  | Tailândia · Taweesak Pooltong, · Wachara Sondee, · Sompote Suwannarangsri, · Sittichai Suwonprateep | 39.34      | Catar · Saad Al-Shahwani, · Samuel Francis, · Areef Ibrahim Badar, · Ibrahim Abdulla Al-Waleed | 39.64      | China · Wen Yongti, · Cao Jian, · Zhang Yuan, · Liang Jiahong          | 39.71      |
| 4×400 metros estafetas  | Arábia Saudita · Yonas Al-Hosah, · Mohammed Shaween, · Ismail Al-Sabani, · Mohammed Obeid Al-Salhi  | 3:05.96    | Sri Lanka · Dulan Priyasu, · Rohitha Pusup, · Shivant Weerasuriya, · Ashok Jayasundara         | 3:07.29    | Índia · Sarish Paul, · Joseph Abraham, · Mortaja Shake, · K. M. Mathew | 3:07.94    |
| 20 km marcha            | Cui Zhide · China                                                                                   | 1:30:21.30 | Shin Il-Yong Coreia do Sul                                                                     | 1:31:33.42 | Rustam Kuvatov · Cazaquistão                                           | 1:32:37.56 |
| Salto em altura         | Lee Hup Wei · Malásia                                                                               | 2.24       | Jean-Claude Rabbath · Líbano                                                                   | 2.21       | Satoru Kubota · Japão                                                  | 2.21       |
| Salto à vara            | Mohammad Mohsen Rabbani Irão                                                                        | 5.35       | Kim Do-Kyun Coreia do Sul                                                                      | 5.25       | Takafumi Suzuki · Japão                                                | 5.10       |
| Salto em comprimento    | Mohamed Salman Al-Khuwalidi · Arábia Saudita                                                        | 8.16w      | Saleh Abdelaziz Al-Haddad · Kuwait                                                             | 8.05w      | Li Runrun · China                                                      | 7.84w      |
| Salto triplo            | Renjith Maheswary · Índia                                                                           | 17.19w     | Kim Deok-Hyeon Coreia do Sul                                                                   | 17.00      | Bibu Mathew · Índia                                                    | 16.64w     |
| Lançamento do peso      | Navpreet Singh · Índia                                                                              | 19.70      | Chang Ming-Huang · Taipé Chinesa                                                               | 19.66      | Khalid Habash Al-Suwaidi · Catar                                       | 19.51      |
| Lançamento do disco     | Ehsan Haddadi Irão                                                                                  | 65.38      | Rashid Shafi Al-Dosari · Catar                                                                 | 63.49      | Abbas Samimi Irão                                                      | 61.29      |
| Lançamento de martelo   | Ali Al-Zinkawi · Kuwait                                                                             | 75.71      | Dilshod Nazarov · Tajiquistão                                                                  | 75.70      | Hiroaki Doi · Japão                                                    | 70.74      |
| Lançamento de dardo     | Chen Qi · China                                                                                     | 78.07      | Park Jae-Myong Coreia do Sul                                                                   | 75.77      | Jung Sang-Jin Coreia do Sul                                            | 70.95      |
| Decatlo                 | Ahmad Hassan Moussa · Catar                                                                         | 7678 pts   | Hadi Sepehrzad Irão                                                                            | 7667 pts   | Pavel Andreev · Uzbequistão                                            | 7484 pts   |

### Feminino
| Evento                  | Ouro                                                                                           | Ouro      | Prata                                                                        | Prata     | Bronze                                                                                           | Bronze                         |
| ----------------------- | ---------------------------------------------------------------------------------------------- | --------- | ---------------------------------------------------------------------------- | --------- | ------------------------------------------------------------------------------------------------ | ------------------------------ |
| 100 metros              | Susanthika Jayasinghe · Sri Lanka                                                              | 11.19     | Vu Thi Huong · Vietname                                                      | 11.33     | Zou Yingting · China                                                                             | 11.54                          |
| 200 metros              | Susanthika Jayasinghe · Sri Lanka                                                              | 22.99     | Buddika Sujani · Sri Lanka                                                   | 23.28     | Vu Thi Huong · Vietname                                                                          | 23.30                          |
| 400 metros              | Chitra Soman · Índia                                                                           | 53.01     | Asami Tanno · Japão                                                          | 53.20     | Menaka Wickramasinghe · Sri Lanka                                                                | 54.11                          |
| 800 metros              | Truong Thanh Hang · Vietname                                                                   | 2:04.77   | Sinimole Paulose · Índia                                                     | 2:06.15   | Ayako Jinnouchi · Japão                                                                          | 2:08.75                        |
| 1 500 metros            | Sinimole Paulose · Índia                                                                       | 4:12.69   | Sara Yusuf Yaqoob Bekheet · Bahrein                                          | 4:26.21   | Truong Thanh Hang · Vietname                                                                     | 4:26.77                        |
| 5 000 metros            | Kareema Saleh Jasim · Bahrein                                                                  | 16:40.87  | Preeja Sreedharan · Índia                                                    | 16:56.16  | Kim Mi-Gyong · Coreia do Norte                                                                   | 18:21.32                       |
| 10 000 metros           | Kareema Saleh Jasim · Bahrein                                                                  | 34:26.39  | Preeja Sreedharan · Índia                                                    | 36:04.54  | Kim Mi-Gyong · Coreia do Norte                                                                   | 38:29.90                       |
| 100 metros barreiras    | Mami Ishino · Japão                                                                            | 13.26     | He Liyuan · China                                                            | 13.31     | Lee Yeon-Kyoung Coreia do Sul                                                                    | 13.50                          |
| 400 metros barreiras    | Satomi Kubokura · Japão                                                                        | 56.74     | Ruan Zhuofen · China                                                         | 57.63     | Galina Pedan · Quirguistão                                                                       | 59.13                          |
| 3 000 metros obstáculos | Zhao Yanni · China                                                                             | 10:48.18  | Baraah Awadallah · Jordânia                                                  | 12:03.04  | Leila Ebrahimi Irão                                                                              | 12:12.40                       |
| 4×100 metros estafetas  | Tailândia · Sangwan Jaksunin, · Supavadee Khawpeag, · Jutamass Tawoncharoen, · Nongnuch Sanrat | 44.31     | Japão · Tomoko Ishida, · Momoko Takahashi, · Sakie Nobuoka, · Saori Kitakaze | 45.06     | Taipé Chinesa · Lin Wen-Wen, · Lin Yi-Chun, · Chen Shu-Chuan, · Li Chen Yi Ru                    | 46.48                          |
| 4×400 metros estafetas  | Índia · Mandeep Kaur, · Manjeet Kaur, · Sini Jose, · Chitra Soman                              | 3:33.39   | Japão · Sayaka Aoki, · Satomi Kubokura, · Natsumi Watanabe, · Asami Tanno    | 3:33.82   | Cazaquistão · Tatyana Khajimuradova, · Margarita Matsko, · Anna Gavryushenko, · Marina Maslyonko | 3:50.81                        |
| 20 km marcha            | Jiang Qiuyan · China                                                                           | 1:36:15.9 | Bai Yanmin · China                                                           | 1:38:09.6 | Svetlana Tolstaya · Cazaquistão                                                                  | 1:41:53.0                      |
| Salto em altura         | Tatyana Efimenko · Quirguistão                                                                 | 1.94 =    | Yekaterina Yevseyeva · Cazaquistão                                           | 1.91      | Anna Ustinova · Cazaquistão                                                                      | 1.91                           |
| Salto à vara            | Rosalinda Samsu · Malásia                                                                      | 4.20      | Rachel Yang Bing Jie Singapura                                               | 3.50      | Apenas dois atletas medalhados                                                                   | Apenas dois atletas medalhados |
| Salto em comprimento    | Olga Rypakova · Cazaquistão                                                                    | 6.66w     | Anju Bobby George · Índia                                                    | 6.65      | Jung Soon-Ok Coreia do Sul                                                                       | 6.60w                          |
| Salto triplo            | Olga Rypakova · Cazaquistão                                                                    | 14.69     | Li Sha · China                                                               | 14.03w    | Irina Litvinenko · Cazaquistão                                                                   | 13.80w                         |
| Lançamento do peso      | Liu Xiangrong · China                                                                          | 17.65     | Lee Mi-Young Coreia do Sul                                                   | 16.58     | Lin Chia-Ying · Taipé Chinesa                                                                    | 16.46                          |
| Lançamento do disco     | Xu Shaoyang · China                                                                            | 61.30     | Li Yanfeng · China                                                           | 61.13     | Krishna Poonia · Índia                                                                           | 55.38                          |
| Lançamento de martelo   | Liao Xiaoyan · China                                                                           | 60.58     | Kang Na-Ru Coreia do Sul                                                     | 57.38     | Huang Chi-Feng · Taipé Chinesa                                                                   | 55.37                          |
| Lançamento de dardo     | Buoban Phamang · Tailândia                                                                     | 58.35     | Kim Kyung-Ae Coreia do Sul                                                   | 53.01     | Nadeeka Lakmali · Sri Lanka                                                                      | 52.59                          |
| Heptatlo                | Irina Naumenko · Cazaquistão                                                                   | 5617 pts  | J. J. Shobha · Índia                                                         | 5356 pts  | Sushmitha Singha Roy · Índia                                                                     | 5154 pts                       |

## Medalhistas
| Ordem | País            | Medalha de ouro | Medalha de prata | Medalha de bronze | Total |
| ----- | --------------- | --------------- | ---------------- | ----------------- | ----- |
| 1.    | China           | 7               | 5                | 4                 | 16    |
| 2.    | Índia           | 5               | 5                | 5                 | 15    |
| 3.    | Arábia Saudita  | 5               | -                | -                 | 5     |
| 4.    | Catar           | 4               | 7                | 5                 | 16    |
| 5.    | Japão           | 4               | 5                | 4                 | 13    |
| 6.    | Cazaquistão     | 4               | 1                | 5                 | 10    |
| 7.    | Sri Lanka       | 3               | 2                | 2                 | 7     |
| 8.    | Tailândia       | 3               | -                | -                 | 3     |
| 9.    | Irão            | 2               | 4                | 3                 | 9     |
| 10.   | Bahrein         | 2               | 1                | 2                 | 5     |
| 11.   | Malásia         | 2               | -                | -                 | 2     |
| 12.   | Vietname        | 1               | 1                | 2                 | 4     |
| 13.   | Kuwait          | 1               | 1                | -                 | 2     |
| 14.   | Quirguistão     | 1               | -                | 1                 | 2     |
| 15.   | Coreia do Sul   | -               | 7                | 3                 | 10    |
| 16.   | Taipé Chinesa   | -               | 1                | 3                 | 4     |
| 17.   | Jordânia        | -               | 1                | 1                 | 2     |
| 18.   | Líbano          | -               | 1                | -                 | 1     |
| 18.   | Tajiquistão     | -               | 1                | -                 | 1     |
| 18.   | Singapura       | -               | 1                | -                 | 1     |
| 21.   | Coreia do Norte | -               | -                | 2                 | 2     |
| 22.   | Uzbequistão     | -               | -                | 1                 | 1     |
| Total | Total           | 44              | 44               | 43                | 131   |

## Participantes
- Afeganistão
- Bahrein
- Bangladesh
- China
- Taipé Chinesa
- Hong Kong
- Índia
- Indonésia
- Irão
- Japão
- Jordânia
- Cazaquistão
- Kuwait
- Quirguistão
- Líbano
- Macau
- Malásia
- Maldivas
- Nepal
- Coreia do Norte
- Paquistão
- Palestina
- Filipinas
- Catar
- Arábia Saudita
- Singapura
- Coreia do Sul
- Sri Lanka
- Síria
- Tajiquistão
- Tailândia
- Uzbequistão
- Vietname
- Iêmen

Legenda
| Recorde mundial       | Recorde mundial (World record)               |                       | Recorde africano                      | Recorde africano (African) |                                           | Q | Classificado por posição (Qualified) |
| Recorde do campeonato | Recorde do campeonato (Championship record)  | Recorde da América    | Recorde da América (Americas)         | q                          | Classificado por melhor tempo (Qualified) |   |                                      |
| Melhor marca do ano   | Melhor marca do ano (World leading)          | Recorde asiático      | Recorde asiático (Asian)              | DNS                        | Não largou (Did not start)                |   |                                      |
| Recorde nacional      | Recorde nacional (National record)           | Recorde europeu       | Recorde europeu (European)            | DNF                        | Não terminou (Did not finish)             |   |                                      |
| Recorde pessoal       | Recorde pessoal do atleta (Personal best)    | Recorde da Oceania    | Recorde da Oceania (Oceania)          | DSQ / DQ                   | Desclassificado (Disqualified)            |   |                                      |
| Recorde da temporada  | Recorde da temporada do atleta (Season best) | Recorde sul-americano | Recorde sul-americano (South America) | NM                         | Sem marca (No mark)                       |   |                                      |